# Jack London
Jack London (phiên âm: Giắc Lân-đơn; 12 tháng 1 năm 1876 - 22 tháng 11 năm 1916) là nhà văn nổi tiếng người Mỹ, tác giả Tiếng gọi nơi hoang dã (The Call of the Wild), Gót sắt (Iron Heel), Martin Eden, Tình yêu cuộc sống (Love of Life), Nanh trắng (White Fang) và hơn 50 tác phẩm khác.
Ông là một người tiên phong của thể loại tạp chí thương mại đang thịnh hành lúc bấy giờ, ông là một trong những người Mỹ đầu tiên thành công về mặt tài chính từ nghề viết văn. Ở Việt Nam, một số tác phẩm của ông được dịch ra tiếng Việt và được độc giả yêu thích như Gót sắt, Nhóm lửa...

## Tiểu sử
Tên khai sinh của Jack London có lẽ là John Griffith Chaney. Ông sinh năm 1876, lớn lên trong một gia đình nghèo ở thành phố San Francisco, bang California.
Mẹ ông, Flora Wellman (1843-1922) là giáo viên âm nhạc còn cha ông theo nhiều người viết tiểu sử là William Chaney (1821-1903), một nhà chiêm tinh học. Năm 1875, mẹ London kể với báo chí rằng khi đang có mang, chồng bà yêu cầu phá thai nhưng bà cự tuyệt nên ông tuyên bố không chịu trách nhiệm về đứa con. Quá cùng quẫn, tuyệt vọng, mẹ London tự sát bằng súng nhưng chỉ bị thương nhẹ và loạn trí tạm thời. Sau khi sinh, London được mẹ giao cho Virginia Prentiss (1832?-1922), nguyên là nữ nô lệ Mỹ gốc Phi chăm sóc, người sau này có vai trò quan trọng như một bà mẹ trong suốt cuộc đời nhà văn. Cuối năm 1876, Flora Wellman kết hôn với John London (1828-1897), một cựu binh, thương binh Nội chiến Mỹ (1861-1865) và cậu bé John Griffith Chaney được đổi tên thành Jack London. Gia đình nhỏ này đã sống xê dịch quanh vùng Vịnh San Francisco trước khi định cư ở Oakland California nơi London học xong chương trình tiểu học. Năm 21 tuổi, lúc đang học đại học California Berkeley, khi đọc được bài báo kể về vụ tự sát của mẹ năm xưa và biết được tên thật cha đẻ của mình là William Chaney, London liền viết một lá thư gửi cho cha khi này đang sống ở Chicago. Chaney đã hồi đáp, rằng mình không thể là cha của London do bị bệnh bất lực, rằng mẹ London đã quan hệ với nhiều người đàn ông khác, rằng bà đã vu khống khi nói ông khăng khăng đòi phá thai và rằng ông còn đáng thương hơn London. Quá đau khổ, Jack London xé tan bức thư của cha và ít tháng sau ông bỏ học, lên đường đi Klondike tham gia vào cơn sốt tìm vàng đang làm cả thiên hạ điên đảo cũng là bắt đầu cuộc đời phiêu bạt đầy đắng cay nhưng cũng đầy vinh quang của mình.
Clarice Stasz và các nhà tiểu sử khác tin rằng dường như cha đẻ của Jack London là nhà chiêm tinh William Chaney. Chaney là một giáo sư chiêm tinh mà theo Stasz,"Từ quan điểm của các nhà chiêm tinh học nghiêm túc ngày nay, Chaney là hình tượng lớn đã chuyển từ các cách thức mánh khóe tiểu xảo sang một phương pháp chính xác chặt chẽ hơn"
Jack London đã không biết được tư cách làm cha được cho là của Chaney cho đến khi trưởng thành. Năm 1897, ông đã viết thư cho Chaney và đã nhận được thư từ Chaney trong đó Chaney đã tuyên bố thẳng thừng"Ta chưa bao giờ kết hôn với Flora Wellman", và rằng ông ta bị"liệt dương"trong thời gian họ sống chung và"không thể là cha của cháu được". Việc có kết hôn có hợp pháp hay không thì người ta không hay biết. Phần lớn các ghi chép dân sự ở San Francisco đã bị phá hủy năm 1906 trong một trận động đất (cũng vì lý do này, người ta cũng không biết chắc chắn tên thật trên giấy khai sinh của Jack London là gì). Stasz cho rằng, trong hồi ký của mình, đã nhắc tên mẹ của Jack London là Flora Wellman, đã từng là"vợ"của mình. Stasz cũng cho rằng trong một quảng cáo, Flora tự gọi mình là"Florence Wellman Chaney".

Ông gia nhập Đảng Xã hội năm 1896, nhưng đến năm 1916 ông đã từ bỏ đảng này.

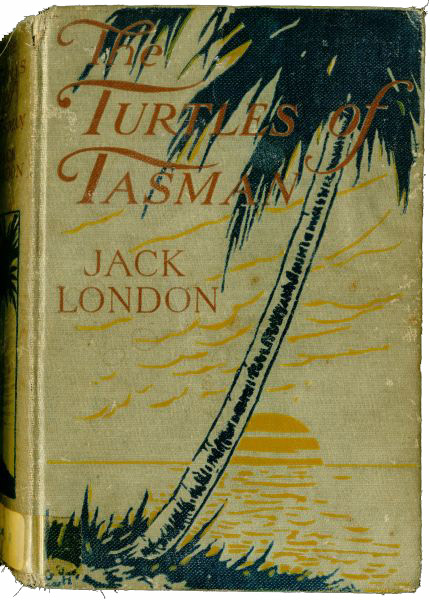
Bìa cuốn Turtles of Tasman của Jack London

"Tôi từ bỏ Đảng Xã hội vì đảng này thiếu lòng nhiệt thành và tính chiến đấu, vì đảng này đã không quan tâm đến đấu tranh giai cấp... Vì toàn bộ trào lưu của chủ nghĩa xã hội ở nước Mỹ trong những năm qua là một trào lưu chủ trương không đấu tranh và thỏa hiệp, tôi thấy mình không cần thiết phải là đàng viên của đảng này."
Trong hai mươi năm, ông đã viết báo, đong tiền ủng hộ các cuộc đình công của công nhân và các đồng chí gặp lúc khó khăn. Ông viết bài giới thiệu cho những cuốn sách tiến bộ. Ông tin vào những cuộc đấu tranh của công nhân, vào lòng nhân đạo của con người. Nhưng trước cảnh trái ngược đầy đau khổ của xã hội mà ông đang sống, ông đã uống thuốc độc tự tử vào đêm 21 tháng 11 năm 1916.

## Tác phẩm

### Tiểu thuyết
- A Daughter of the Snows (Đứa con gái của tuyết) (1902)
- Children of the Frost (1902)
- The Call of the Wild (1903), bản tiếng Việt:"Tiếng gọi của hoang dã[4]"
- The Kempton-Wace Letters (1903), phát hành nặc danh, đồng tác giả: Jack London và Anna Strunsky.
- The Sea-Wolf (1904), bản tiếng Việt:"Sói biển"
- The Game (1905)
- White Fang (1906), bản tiếng Việt:"Nanh Trắng"
- Before Adam (1907)
- The Iron Heel (1908), bản tiếng Việt:"Gót sắt"
- Martin Eden (1909), bản tiếng Việt cùng tên, hoặc phiên âm là"Mác-tin I-đơn"
- Burning Daylight (1910), bản tiếng Việt:"Ánh sáng ban ngày"
- Adventure (1911)
- The Scarlet Plague (1912)
- The Abysmal Brute (1913)
- The Valley of the Moon (1913)
- The Mutiny of the Elsinore (1914)
- The Star Rover (1915), phát hành tại Anh với tên The Jacket
- The Little Lady of the Big House (1916)
- Jerry of the Islands (1917)
- Michael, Brother of Jerry (1917)
- Hearts of Three (1920), Jack London tiểu thuyết hóa từ kịch bản phim của Charles Goddard
- The Assassination Bureau, Ltd (1963), Jack London viết dang dở, Robert Fish viết phần kết; bản tiếng Việt:"Văn phòng ám sát"

### Tập truyện ngắn
- Tales of the Fish Patrol (1906)
- Smoke Bellew (1912)
- The Turtles of Tasman (1916)

### Hồi ký
- The Road (1907)
- John Barleycorn (1913)

### Tả thực và tiểu luận
- The People of the Abyss (1903)
- Revolution, and other Essays (1910)
- The Cruise of the Snark (1913) Free typeset PDF ebook of The Cruise of the Snark optimized for printing at home. Lưu trữ ngày 12 tháng 3 năm 2007 tại Wayback Machine
- How I became a socialist

### Truyện ngắn
- "Diable-A Dog"
- "An Odyssey of the North"
- "To the Man on Trail"
- "To Build a Fire"(Nhóm lửa)
- "The Law of Life"
- "Moon-Face"
- "The Leopard Man's Story"(1903)
- "Negore the Coward"(1904)
- "Love of Life"(Tình yêu cuộc sống)
- "All Gold Canyon"
- "The Apostate"
- "In a Far Country"
- "The Chinago"
- "A Piece of Steak"
- "Good-by, Jack"
- "Samuel"
- "Told in the Drooling Ward"
- "The Mexican"
- "The Red One"
- "The White Silence"
- "The Madness of John Harned"
- "A Thousand Deaths"
- "The Rejuvenation of Major Rathbone"
- "Even unto Death"
- "A Relic of the Pliocene"
- "The Shadow and the Flash"
- "The Enemy of All the World"
- "A Curious Fragment"
- "Goliah"
- "The Unparalled Invasion"
- "When the World was Young"
- "The Strength of the Strong"
- "War"
- "The Scarlet Plague"
- "The Red One"
- "The Seed of McCoy"
- Batard

### Kịch bản
- The Acorn Planter: a California Forest Play (1916)